# پومریاسکینو
پومریاسکینو (انگلیسی: Pomryaskino) یک شهرک در شهرستان استرلیتاماکسکی استان باشقیرستان کشور روسیه است.